# Художественный музей Кливленда
Художественный музей Кливленда (англ. Cleveland Museum of Art; сокр. CMA) — Музей искусств в городе Кливленде, Огайо, США. Его коллекция включает более 43 000 произведений искусства со всего мира.

## История
Музей искусств был основан в 1913 году несколькими крупными предпринимателями Кливленда. Его здание было построено компанией Georgia Marble Company в стиле бозар в южной части Уэйд-парка. Парк и музей были спроектированы кливлендским архитектурным бюро Hubbell & Benes. Американский предприниматель и филантроп — Джепта Уэйд — пожертвовал этому комплексу значительную часть своих земель, поэтому парк носит его имя.
Музей был открыт для посетителей 6 июня 1916 года. Внук Джепты Уэйда, который также проявлял большой интерес к искусству, был первым вице-президентом, а с 1920 года — президентом музея. Здание музея поставлено на охрану как памятник архитектуры (фигурирует в национальном реестре исторических мест США).
В марте 1958 года музейные площади были расширены. Затем в 1971 году музей снова расширился с открытием северного крыла. В 1983 году произошло третья реконструкция музея, когда была расширена библиотека и создано несколько новых галерей. Эта реконструкция была выполнена по проекту уругвайского архитектора Рафаэля Виньоли. В 2005 году началась капитальная реконструкция музея, завершение которой планировалось на 2012 год, но окончилась в 2013 году.
По состоянию на 2014 год коллекция Кливлендского музея состоит из 15 отделов. Библиотека музея является одной из крупнейших библиотек по искусству в США: в 1913 году в ней насчитывалось 10 000 томов, в 1950-х годах их количество составило 37 000, в начале XXI века — более 431 000. Посещаемость музея во время руководства им Роберта Бергмана выросла с 400 000 человек в 1993 году до более 600 000 человек в 1999 году.